# 内容营销

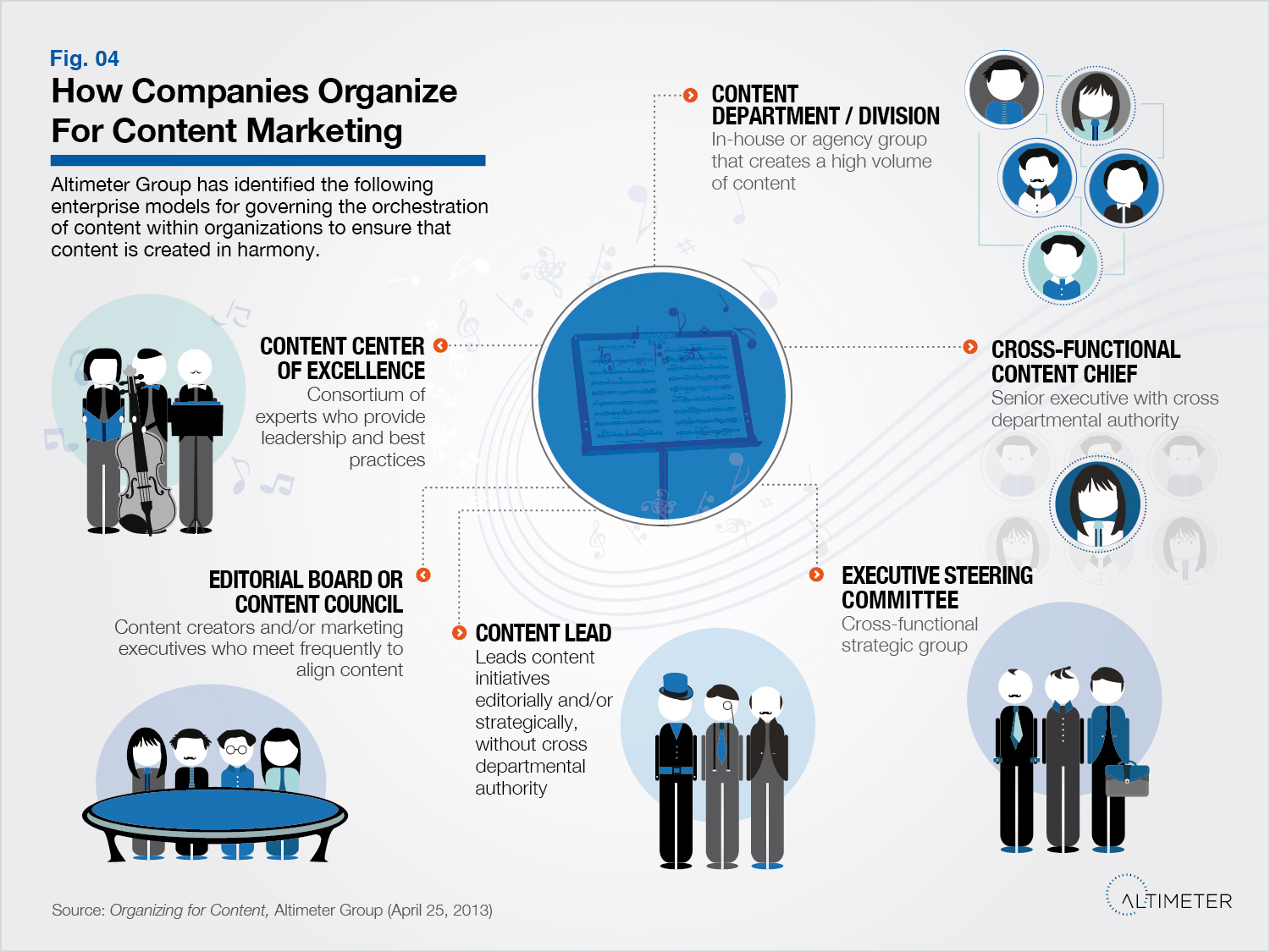
組織內容行銷

内容营销是指企業通過軟文新闻、有故事的视频、案例研究、操作指南、问答文章、技術與解決方案、網誌、百科等方式進行營銷的過程。  有時受眾在閱讀這些內容時會感覺自己並非是在看一篇廣告。